# محمد الخميس
محمد إبراهيم الخميس لاعب كرة قدم سعودي محترف، يلعب في خط الوسط في نادي العمران.
كانت بداياته مع نادي هجر و انتقل إلى نادي الفيحاء في عام 2015 و في عام 2016 وقع مع نادي الجيل و في مطلع عام 2017 وقع مع نادي العدالة و في صيف 2017 وقع مع نادي الخلود و في مطلع عام 2018 عاد إلى نادي العدالة و لعب بعدها مع نادي الرياض ونادي القلعة ونادي النور ونادي قلوة ونادي النهضة ونادي العمران.

## روابط خارجية
- محمد الخميس على موقع Soccerway.com (الإنجليزية)